# Robert Mayer – Der Arzt aus Heilbronn
Robert Mayer – Der Arzt aus Heilbronn ist ein von der DEFA produzierter Spielfilm der DDR von Helmut Spieß.

## Handlung
Der in Heilbronn tätige Arzt Robert Mayer (1814–1878) entdeckt 1840 das Energieerhaltungs-Gesetz. Seine Arbeit wird 1842 in den Schriften des Geheimrats Justus von Liebig veröffentlicht. Wegen seiner Entdeckung wird er von den Bürgern Heilbronns zum Stadtarzt ernannt.
Der Arzt wird jedoch von der Fachwelt der Physiker ignoriert. So lehnt Professor Johann Gottlieb Nörrenberg vom Lehrstuhl für Physik, Mathematik und Astronomie an der Universität Tübingen die Schriften Mayers ab, da sie angeblich gegen das Christentum verstoßen. Andere Wissenschaftler entdecken später auch das Gesetz und werden in Fachkreisen anerkannt. Mayer erkrankt aufgrund dieser Ungerechtigkeit an Depressionen.
Roberts Ehefrau Wilhelmine Mayer, geborene Cloß, setzt sich jedoch für die Publikation seiner Entdeckungen ein und bettelt bei ihrem Vater um das dafür erforderliche Geld. Roberts Schwiegervater, der Kaufmann Johann Friedrich Cloß, schickt seinen Schwiegersohn in die Irrenanstalt, weil er befürchtet, dass Robert das Familienvermögen für die Publizierung falscher Theorien verschwendet. In der Irrenanstalt schikaniert Hofrat von Zeller den verkannten Wissenschaftler und zerreißt vor dessen Augen seine Schriften. König Wilhelm von Württemberg verleiht ihm jedoch eine Medaille und veranlasst die Entlassung des inzwischen gebrochenen Mannes aus der Irrenanstalt.

## Produktion und Veröffentlichung
Der Film wurde im Studio Babelsberg produziert. Die Außenaufnahmen entstanden in Berlin und Umgebung. Die Uraufführung erfolgte als Doppelpremiere am 28. Oktober 1955 in den Berliner Kinos Babylon und DEFA-Filmtheater Kastanienallee.

## Kritiken
„Biografischer Spielfilm über Robert Mayer, den Entdecker des Energiegesetzes, der nach schweren Kämpfen seine Erkenntnisse gegen rückschrittliche Anschauungen durchsetzt. Etwas belehrende Unterhaltung mit gesellschaftskritischem Akzent. In konventioneller Machart inszeniert.“